# Arenbergové
Arenbergové nebo také Arenberkové je dosud žijící šlechtický rod, nosící své jméno po hradu Aremberg a po meči vymřelé rodině Arenberků, jež se po přeslici spojila s hrabaty z Marky a později pány z Ligne. Jejich erb zdobí tři zlaté mišpulové květy v červeném poli.

## Původ a první dvě rodiny
Původní rod pánů z Arenberka vymřel po meči roku 1287. Dědička Mattildis se provdala v roce 1298 za Engelberta, hraběte z Marky, jehož potomci byli roku 1459 povýšeni do stavu říšských hrabat, ale v první polovině 16. století vymřeli také po meči.

## Třetí rodina

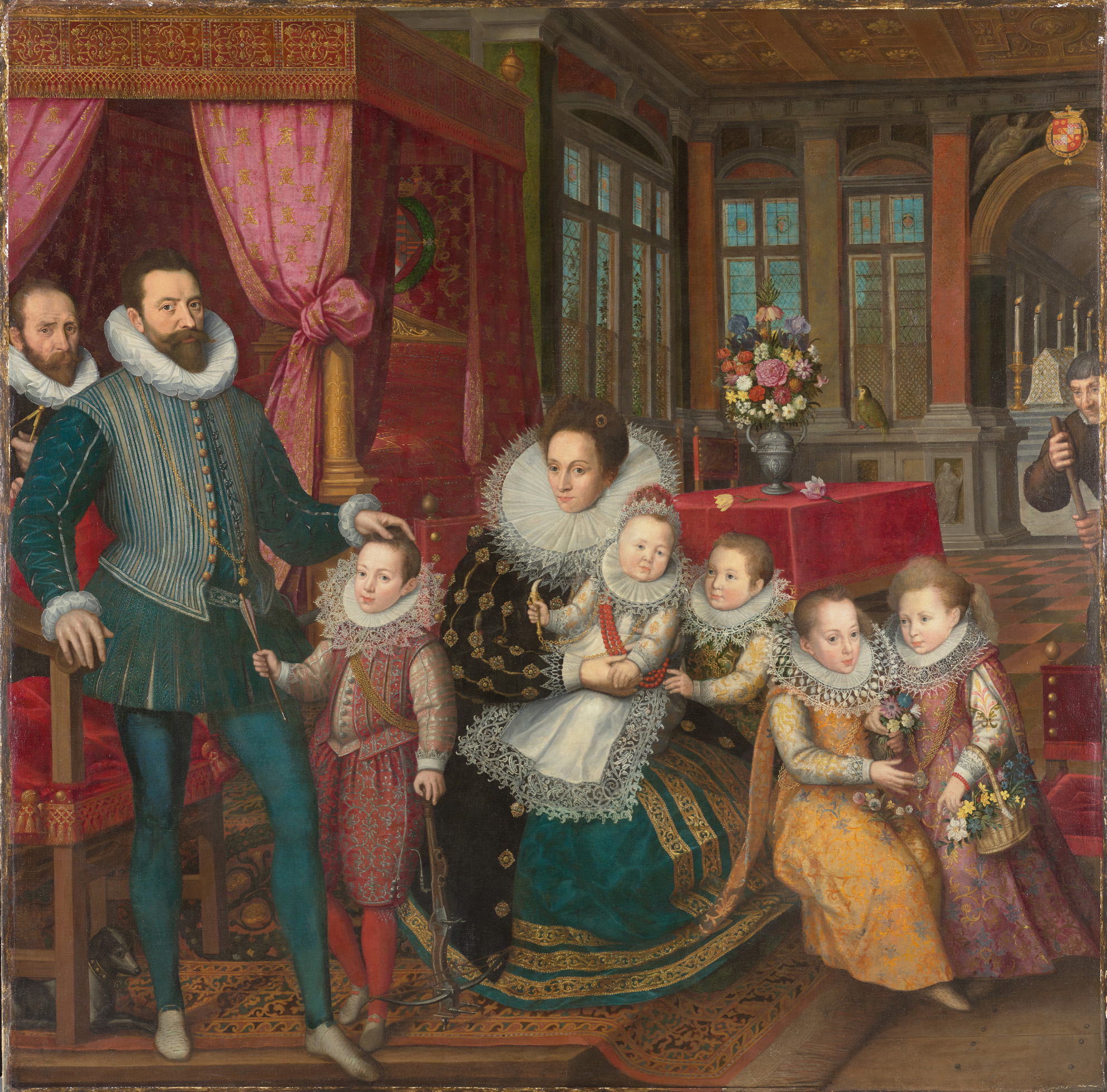
Karel z Arenbergu s manželkou Annou de Croy a dětmi; Frans Pourbus ml., asi 1593

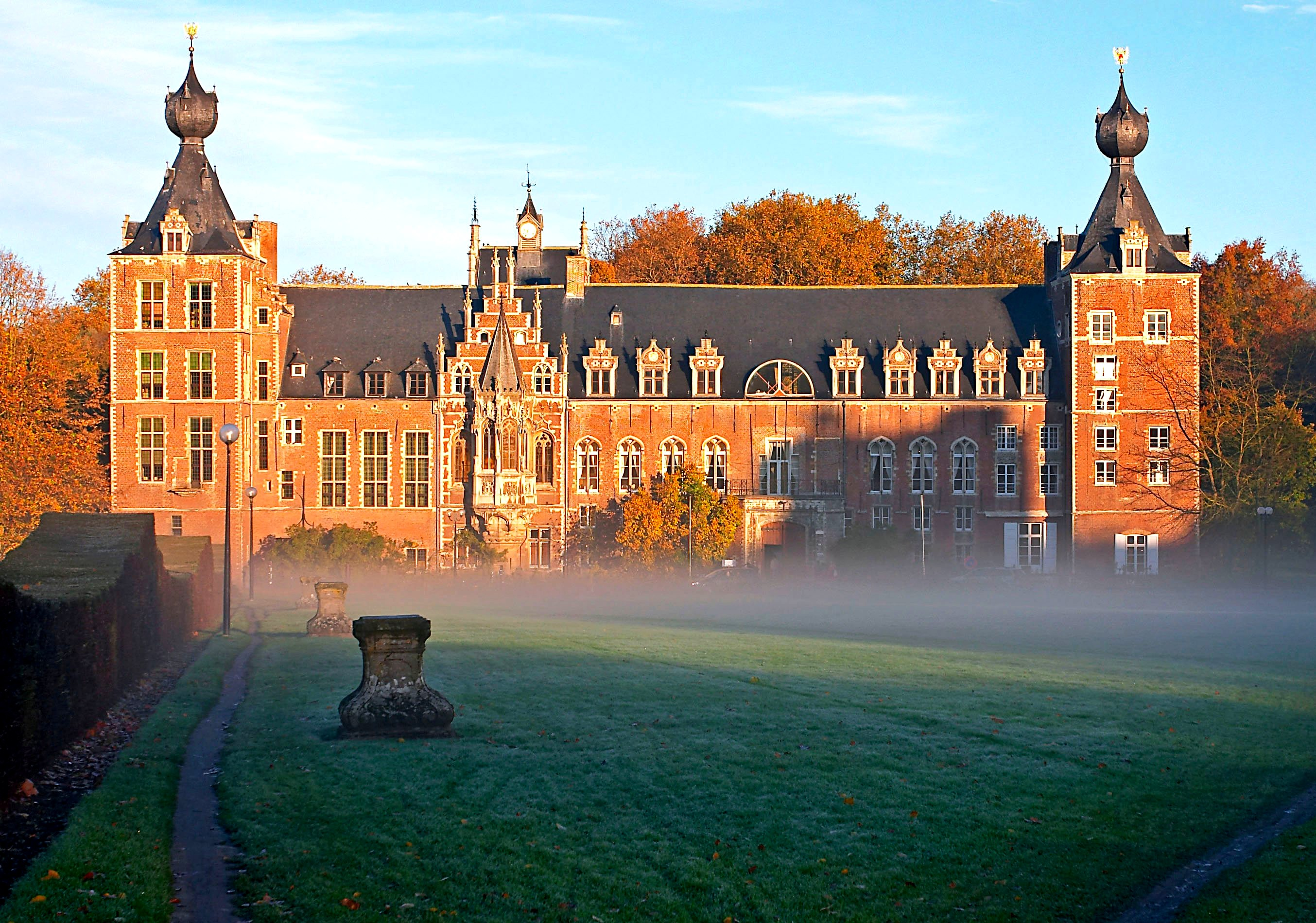
Zámek Arenberg v Heverlee (místní části města Lovaň, od roku 1921 sídlo Katolické univerzity Lovaň; Belgie

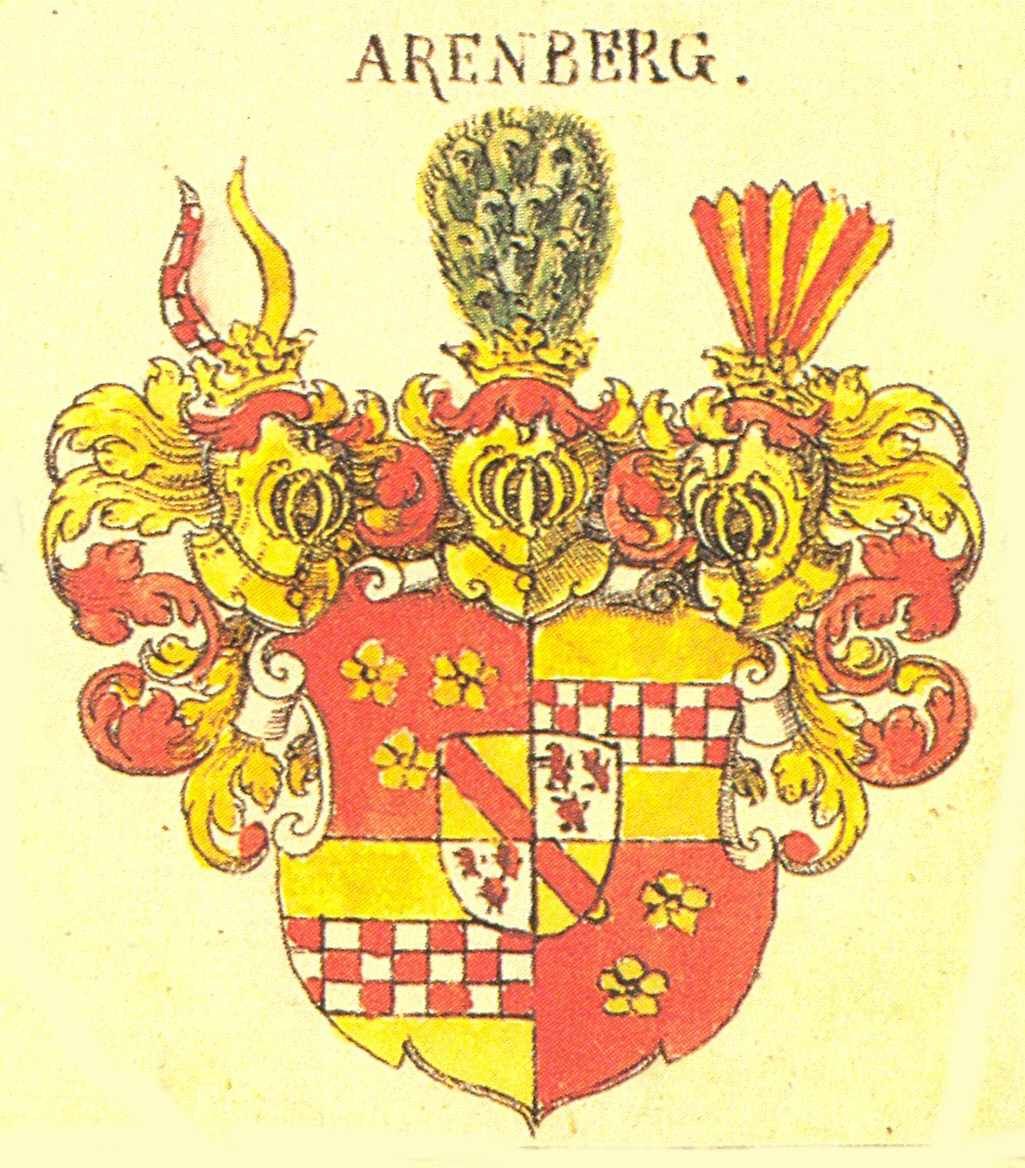
Znak Arenberského vévodství, Siebmacherův erbovník

Sňatkem s Markétou, dědičkou Arenbergu roku 1549 přešly jméno, hraběcí titul i statky na Jana z Barbaconu, pocházejícího z vedlejší větve starého henegavského rodu de Ligne (1525–1568).
Jeho syn Karel z Arenbergu (1550–1616) byl válečník a diplomat ve službách Habsburků. Sňatkem s Annou z Croy z roku 1587 a koupí podstatně rozmnožil statky svého rodu, vyznamenal se jako flanderský admirál a byl roku 1576 od císaře Maxmiliána II. povýšen do stavu říšských knížat. Jeho prvorozený syn Filip Karel z Arenbergu (1587–1640) byl třikrát ženat, naposledy se oženil roku 1632 s Marií Kleofou z Hohenzollern-Sigmaringen. Byl rovněž válečník a diplomat. Zahnul na základě falešného nařčení ze zrady španělské koruny, ve vězení v Madridu.
Karlův vnuk Filip František z Arenbergu (1625–1674) byl velitelem císařských vojsk a obdržel od císaře Ferdinanda III. v roce 1644 titul vévody. Oženil se s Marií Magdalenou z Borja a Doria a zemřel bezdětný. Jeho nástupcem se stal jeho mladší bratr Karel Eugen (1633–1681), jehož oba synové padli v boji proti Turkům. Syn staršího z nich, Filipa Karla Františka († 1691), Leopold (1690–1754), bojoval pod Evženem Savojským v Uhrách a roku 1717 přispěl nemálo k vítězství u Bělehradu. Za války o Polskou posloupnost byl v armádě na Rýně, roku 1737 se stal polním maršálkem a velícím generálem v Nizozemsku. Roku 1743 zprostředkoval alianci Anglie s Holandskem. Dne 27. června 1743 byl v bitvě u Dettink raněn. Roku 1745 se stal polním maršálkem v Henegavsku. Zemřel 4. března 1754 na zámku Arenberg v Heverlee (nyní místní část Lovaně). Arenberg byl důvěrným Voltaireovým přítelem a horlivým podporovatelem Jeana-Jacquesa Rousseaua, jemuž vykázal roční plat.
Jeho syn Karel Maria Raimund (1721–1778) se vyznamenal ve válce o rakouské dědictví a v sedmileté válce. V roce 1757 se stal nejvyšším polním zbrojmistrem, roku 1776 polním maršálkem.

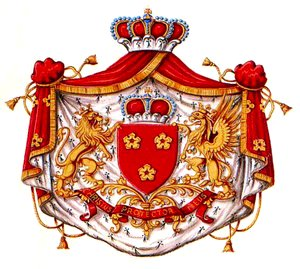
Erb Arenbergů

Jeho starší syn Ludvík Engelbert (1750–1820) přišel  o zrak po zranění střelnou zbraní na honbě. Jeho dcera byla nešťastná kněžna Pavlína ze Schwarzenberga, která roku 1810 uhořela při požáru paláce v Paříži na plese k oslavě zásnub Napoleona I. s arcivévodkyní Marií Luisou.
Jeho syn Prosper Ludvík (1785–1861) byl zpočátku rakouským důstojníkem, ještě za otcova života roku 1803 se zavázal, že bude držet otcovy rodinné statky. V roce 1806 byl přinucen přistoupit k rýnskému spolku, roku 1801 ve své zemi ztratil statky na levém břehu Rýna, načež mu byla náhradou dána vestfálská panství Recklinghausen a Meppen. Arenberg se zúčastnil válečných výprav v Prusku a Španělsku, roku 1811 byl zajat Angličany a zůstal v zajetí až do roku 1814. Již roku 1810 byla Arenberkům odňata suverenita a roku 1814 vídeňský kongres jejich zemi mediatizoval (stala se poddanou zemí jiného státu). Vévodové z Arenberku měli od roku 1824 volební hlas na provinčním vestfalském sněmu a byli dědičnými členy pruské panské sněmovny.
Hlavou rodu se stal po Prosperovi Ludvíkovi roku 1861 jeho syn Engelbert-August (také Engelbert I.) (1824–1875). Po něm byl hlavou rodu Engelbert-Maria (také Engelbert II., žil 10. srpna 1872–1949), jehož poručnicí byla jeho matka vévodkyně Eleonora (* 1845), dcera prince Arnošta z Arenbergu († 1857). Vévoda sídlil v Bruselu, kde se dochovala bohatá rodinná obrazárna, a také na zámku Klemenswerthu u Meppenu. Měl rozsáhlé statky v Německu, Belgii a Francii, s ročními příjmy 800 000 zlatých.
Z rodiny pochází také americký filmový herec Lee Arenberg (* 18. července 1962 v Palo Alto, Kalifornie).

## Český inkolát
v Čechách vlastnili členové rodu od roku 1807 do roku 1884 panství Vidim s Kokořínem, na Moravě v letech 1814–1841 statek Pačlavice na Uherskohradištsku a Kojátky u Vyškova. V roce 1814 rod obdržel český inkolát a smí se tedy nazývat českou šlechtou.
Známí jsou například dva členové rodu: V Praze narozená princezna Sofie, provdaná z Arenbergu, rozená z Auerspergu (1811–1901), byla spisovatelka a básnířka. Její švagr Rudolf z Arenbergu (1817–1879), který se narodil v Erdbergu u Vídně, ale celý činný život prožil v Praze.,

## Současnost
Rod Arenbergů je katolický, dosud prokazatelně žijící. Jeho nynější hlavou je kníže Leopold z Arenbergu.